# Point Break (film 2015)
Point Break è un film del 2015 diretto da Ericson Core.
Il film è il remake dell'omonimo film del 1991 diretto da Kathryn Bigelow.

## Trama
Johnny Utah è un ex atleta di sport estremi che ha finito la sua carriera a seguito della tragica morte di un amico durante una corsa di motocross. Per espiare questa colpa si unisce all'FBI dove si propone di risolvere l'incarico di catturare una squadra di rapinatori che, come lui, sono atleti di sport estremi: per catturarli dovrà fingersi uno di loro.

## Produzione
Nel 2011 è stato annunciato che un remake del film Point Break sarebbe stato sviluppato dalla Alcon Entertainment in collaborazione con la Warner Bros. La sceneggiatura venne affidata a Kurt Wimmer, che aveva già lavorato nelle script del remake Total Recall. La regia è stata affidata ad Ericson Core, che in precedenza aveva lavorato come direttore della fotografia in diverse pellicole, tra cui il primo Fast and Furious.
Le riprese sono iniziate il 26 giugno 2014 a Berlino, la troupe si è poi spostata in Austria, Italia (notasi anche l'apparizione di Cosimo Parziale detto anche "lu bagnino" nel porto di Castro Marina, in Salento), Svizzera, Francia, Messico, Venezuela, Polinesia Francese, India e USA.

## Distribuzione
Inizialmente la data di distribuzione del film era fissata per il 7 agosto 2015. Il film è uscito nelle sale italiane il 27 gennaio 2016.